# Piotr Lasocki (ur. 1519)
Piotr Lasocki herbu Dołęga (ur. 18 grudnia 1519 – zm. po 23 marca 1576) – cześnik dobrzyński w latach 1550-1564 (zrezygnował z urzędu przed 30 lipca 1564 roku).
Poseł na sejm parczewski 1564 roku z województwa brzeskokujawskiego i województwa inowrocławskiego.